# Roznitál
Roznitál je přírodní památka v okrese Vyškov ve východním až jihovýchodním směru 1,5 kilometru od obce Moravské Málkovice. Důvodem ochrany je ostrůvek teplomilné květeny a některých druhů ptactva. Ze všech stran je lokalita obklopena zemědělskou půdou, což z ní tvoří důležitý bod pro výskyt původních druhů. Ze vzácných druhů rostlin se zde vyskytuje například Bělozářka větevnatá (Anthericum ramosum), či koniklec velkokvětý (Pulsatilla grandis). Jelikož se jedná o poměrně malé území, je pro jeho udržení nutný pravidelný zásah člověka a to převážně v podobě prořezávání náletových dřevin.